# Johnny Kapahala - Cavalcando l'onda
Johnny Kapahala - Cavalcando l'onda (Johnny Kapahala: Back on Board) è il settantesimo film prodotto per Disney Channel e sequel del film dell'anno 1999 intitolato Johnny Tsunami - Un surfista sulla neve. Il film è stato trasmesso per la prima volta negli Stati Uniti su Disney Channel l'8 giugno 2007, mentre in Italia sul medesimo canale il 17 novembre 2007.

## Trama
Il nonno di Johnny e la sua nuova moglie aprono un negozio di surf e vengono presto coinvolti in una guerra contro il rivale proprietario, Troy, che vuol fare chiudere loro baracca. Troy mentre tutti sono ad un pranzo, fa vandalizzare il negozio dei due a Jared, il leader del gruppo dei Dirt Devils, la squadra di mountainboard, ma alla fine della storia scoprono che il ragazzo l'aveva fatto solo perché Troy gli aveva detto di farlo al posto suo. Le buffonate di Chris causano complicazioni per l'apertura del negozio e per il matrimonio, ma alla fine allunga la mano per aiutare Johnny, che aiuta Chris a trovare il suo posto dentro la nuova famiglia e stabilire una guerra tra i due negozi sportivi.

## Produzione
Le riprese del film sono state girate ad Auckland, Nuova Zelanda dal 22 gennaio al 23 febbraio 2007. Un'anteprima del film ci fu durante l'episodio Zack e Cody vanno a Hollywood.
Nel film è presente la canzone dei Jonas Brothers Hold On.